# CKS2
CKS2 (англ. CDC28 protein kinase regulatory subunit 2) – білок, який кодується однойменним геном, розташованим у людей на короткому плечі 9-ї хромосоми. Довжина поліпептидного ланцюга білка становить 79 амінокислот, а молекулярна маса — 9 860.
| 10         |  | 20         |  | 30         |  | 40         |  | 50         |
| ---------- |  | ---------- |  | ---------- |  | ---------- |  | ---------- |
| MAHKQIYYSD |  | KYFDEHYEYR |  | HVMLPRELSK |  | QVPKTHLMSE |  | EEWRRLGVQQ |
| SLGWVHYMIH |  | EPEPHILLFR |  | RPLPKDQQK  |  |            |  |            |

A: Аланін

D: Аспарагінова кислота

E: Глутамінова кислота

F: Фенілаланін

G: Гліцин

H: Гістидин

I: Ізолейцин

K: Лізин

L: Лейцин

M: Метіонін

P: Пролін

Q: Глутамін

R: Аргінін

S: Серин

T: Треонін

V: Валін

W: Триптофан

Задіяний у таких біологічних процесах, як клітинний цикл, поділ клітини, ацетилювання. 